# Introversion Software
Introversion Software – brytyjski producent gier wideo założony w 2001 roku.
Założycielami firmy są trzej studenci uniwersytetu, którzy stworzyli takie tytuły jak Scanner Sombre, Prison Architect, Uplink, Darwinia, DEFCON, czy Multiwinia. Jedna z gier studia, Prison Architect, otrzymała nagrodę BAFTA w kategorii „produkcja, która wciąż znajduje się w topie”, odnosząc duży sukces o znaczeniu krytycznym i komercyjnym.

## Historia firmy
Debiutancką produkcją firmy był Uplink: Trust is a Weakness wydany w 2001 roku. W początkowej działalności studia, pierwsze wydania gier były wykonywanie ręcznie przez członków ekipy i sprzedawane wysyłkowo.
W 2010 roku na konsolę Xbox 360 wydana została Darwinia+, czyli pakietu dwóch gier Darwinia i Multiwinia. Była to pierwsza produkcja producenta, która trafiła na platformę inną niż komputery osobiste. Ponadto w 2012 roku została wydana mobilna wersja gry Uplink: Trust is a Weakness na systemy Androidem oraz iOS.
W 2010 roku Introversion Software popadło w znaczne długi. W okresie premierowym Darwinia+ okazała się finansową klapą, co dodatkowo pogrążyło studio. W tym czasie rozważano nawet całkowite zamknięcie firmy z obawy przed konsekwencjami prawnymi. Introversion zostało uratowane przez letnią wyprzedaż na platformie Steam, w czasie której DEFCON wygenerował około 250 tysięcy dolarów.

## Spis wyprodukowanych gier
| Gra:                        | Data wydania:       |
| --------------------------- | ------------------- |
| Uplink: Trust is a Weakness | 1 października 2001 |
| Darwinia                    | 4 marca 2005        |
| DEFCON                      | 29 września 2006    |
| Multiwinia                  | 19 września 2008    |
| Prison Architect            | 6 października 2015 |
| Scanner Sombre              | 26 kwietnia 2017    |